# زبیده بیگم
زبیده بیگم، شاهزاده خانم صفوی، دختر شاه عباس بزرگ و عمه شاه صفی یکم بود.

## خانواده و ازدواج
زبیده بیگم، دختر شاه عباس و همسر گرجی‌ تبار او، فخرجهان بیگم بود، او یک برادرتنی به نام صفی میرزا داشت که پدر پادشاه بعدی، شاه صفی بود. زبیده بیگم در سال ۱۰۲۰ (۱۶۱۰) با عیسی خان صفوی نوه معصوم‌ بیگ صفوی که از نسل شیخ جنید بود ازدواج کرد. وی ابتدا منصب یوزباشی داشت اما در سال ۱۰۲۱ به مقام قورچی‌باشی وکیل‌السلطنه دوره شاه عباس و جانشینش شاه صفی رسید.

## در زمان شاه عباس
در سال ۱۰۲۷ هنگامی که شاه عباس با خلیل پاشا سردار عثمانی در اذربایجان در جنگ بود. عیسی خان و سایر امرا از شاه تقاضای صلح کردند، سردار عثمانی هم برای بیرون رفتن از آذربایجان علاوه آنچه دولت عثمانی طلب میکرد برای خود پول نقد میخواست، از آنجایی که شاه در آن زمان توان پرداخت همه آن پول را نداشت زبیده بیگم تمام پارچه‌های ابریشمی و زربفت و طلای خود را به شاه داد تا برای سردار عثمانی بفرستد.

## در زمان شاه صفی
با مرگ شاه عباس در سال ۱۰۳۸ بحرانی برای جانشینی او ایجاد شد، با اینکه شاه در وصیت خود سام میرزا پسر صفی میرزا را به عنوان ولیعهد انتخاب کرده بود اما دختران شاه طرفدار به سلطنت رسیدن امامقلی میرزا پسر کوچک شاه و گروهی از قزلباشان طرفدار سید محمد میرزا پسر بزرگ عیسی خان و زبیده بیگم بودند اما به دلیل طرفداری غلامان و دیوانیان از سام میرزا این خواسته اجرایی نشد. 
در سال دوم سلطنت شاه صفی زمانی که شاه بیمار شد و پسری نداشت که جانشین او شود، مسئله جانشینی محمد میرزا پسر بزرگ زبیده بیگم مطرح شد و این موضوع سبب بدگمانی شاه را فراهم کرد. هنگامی که شاه از توطئه مسموم شدن در حرم‌سرا نجات یافت فرمان قتل سه پسر زبیده بیگم و همسرش عیسی خان را در رجب سال ۱۰۴۱ صادر کرد.

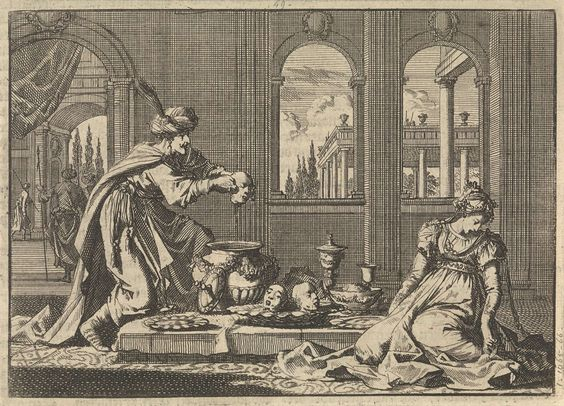
شاه صفی درحال نشان دادن سر قطع شده پسرهای زبیده بیگم به وی (پیترون دِرآن ۱۶۹۸)

زبیده بیگم تا زمان تولد میرزا محمد داوود (۱۰۶۵) پسر عزشرف بیگم دختر جهان‌بانو بیگم در قید حیات بود و زمانی که از دنیا رفت در آرامگاه ستی فاطمه اصفهان دفن شد.

## فرزندان
زبیده بیگم و عیسی خان صاحب سه پسر و یک دختر شدند؛
- سید محمد میرزا (۱۰۲۱ - ۱۰۴۱)، به فرمان شاه صفی کشته شد، او یک دختر داشت؛ 
  - بدرجهان بیگم، (۱۰۴۰ - ۱۰۶۲) او با میرزا جعفر وزیر اصفهان ازدواج کرد و یک پسر داشت؛ 
    - میرزا عیسی، وزیر اصفهان، با فخرجهان بیگم دختر عزشرف بیگم ازدواج کرد و یک پسر داشت؛ 
      - میرزا علی؛
- سید علی میرزا، (مرگ ۱۰۴۲) پسر دوم زبیده بیگم و عیسی خان که به فرمان شاه صفی کشته شد.
- سید معصوم میرزا، (مرگ ۱۰۴۲) پسر سوم زبیده بیگم و عیسی خان که به فرمان شاه صفی کشته شد.
- جهان بانو بیگم؛ با سیمون دوم حاکم کارتلی ازدواج کرد و یک دختر داشت؛ 
  - عزشرف بیگم؛ با میرزا عبدالله مرعشی پسر میرزا شفیع، متولی مشهد ازدواج کرد، او یک پسر و سه دختر داشت؛ 
    - میرزا محمد داوود، (۱۰۶۵ - ۱۰۲۷) متولی مشهد بود و با شهربانو بیگم دختر شاه سلیمان یکم ازدواج کرد او ده پسر و چهار دختر داشت از جمله؛ 
      - میرزا ابوالقاسم، (۱۰۸۵ - ۱۱۳۵) با دختر میرزا ابراهیم خلیفه سلطان ازدواج کرد و یک پسر داشت؛ 
        - احمد شاه، (۱۱۱۰ - ۱۱۴۰)

      - شاه سلیمان دوم (۱۱۲۵ - ۱۱۷۵)

    - فخرجهان بیگم؛ با میرزا عیسی پسر بدرجهان بیگم ازدواج کرد و یک پسر داشت؛
    - مهرشرف بیگم با اسکندر میرزا پسر شاهنواز خان حاکم گرجستان ازدواج کرد.
    - نقیبه بانو بیگم، در جوانی فوت شد.